# Крукович-Пшеджимирский, Эмиль
Эмиль Крукович-Пшеджимирский (пол. Emil Krukowicz-Przedrzymirski; 25 января 1886, Немиров (ныне Львовская область, Украина) — 29 мая 1957, Торонто Канада) — польский военачальник, генерал-майор Войска Польского.

## Биография
Сын фармацевта, владельца аптеки. Брат Хенрыка Круковича-Пшеджимирского, польского фигуриста.
Начал военную службу офицером артиллерии в австро-венгерской армии во время Первой мировой войны. В 1918 году перешёл в польскую армию и участвовал в польско-советской войне.
В 1931 году ему было присвоено звание генерала. Командовал армией Модлин во время вторжения вермахта в Польшу в 1939 году.
Был взят в плен немецкими войсками и провёл остаток Второй мировой войны в концлагере. После освобождения западными союзниками в конце войны до конца жизни оставался в эмиграции (сначала в Великобритании, затем в Канаде).
Умер от сердечного приступа в 1957 году.